# Marjetica Potrč
Marjetica Potrč (pronunciado [maˈɾjeːtitsa pɔˈtəɾtʃ]; nacida en 1953 en Eslovenia) es una artista y arquitecta con sede en Ljubljana, Eslovenia. Su obra incluye proyectos de artes visuales, arquitectura y experimentación social a través  de la participación y la búsqueda colectiva de formas sostenibles de vida.
La práctica interdisciplinaria de Potrč incluye proyectos in situ, investigación, estudios de casos arquitectónicos y series de dibujos, documentando e interpretando las prácticas arquitectónicas contemporáneas (en particular, con respecto a la infraestructura energética y el uso del agua) y las formas en que las personas viven juntas.

## Antecedentes y carrera temprana
Marjetica Potrč nació en 1953 en Ljubljana, la capital de la República Socialista de Eslovenia, que entonces formaba parte de la República Federativa Socialista de Yugoslavia. Sus padres eran ambos escritores; Ivan Potrč, fue un conocido novelista y dramaturgo social realista esloveno, y el editor principal de la editorial Mladinska Knjiga; su madre, Branka Jurca, era maestra y editora de revistas y también una conocida autora de literatura infantil.
Marjetica Potrč se licenció en Arquitectura (1978) y Escultura (1986, 1988) en la Universidad de Ljubljana. En 1990, se mudó a los Estados Unidos. Sus instalaciones de este período incluyen proyectos como Two Faces of Utopia (1993, Pabellón de Eslovenia en la Bienal de Venecia) y la serie Theatrum Mundi: Territories (1993–1996). Una declaración que hizo en ese momento posicionaba su trabajo frente a la escultura basada en objetos "Yo no hago objetos. Construyo muros". En 1994 regresó a Ljubljana y desde entonces, el trabajo de Potrč se ha desarrollado en la intersección de las artes visuales, la arquitectura y las ciencias sociales.

## Exposiciones y premios
La obra de Potrč se ha exhibido extensamente en Europa y América, incluso en muestras internacionales tan importantes como la Bienal de São Paulo (1996 y 2006), la Bienal de Venecia (The Structure of Survival, 2003, y Making Worlds, 2009) o la Bienal de Gwangju (2004). Su trabajo ha sido exhibido regularmente en la Galería Nordenhake en Berlín y Estocolmo desde 2003 y, anteriormente, en la Galería Max Protetch (2002-2009) y la Galería Meulensteen (2009-2012) en Nueva York. También ha realizado exposiciones individuales en el Museo Guggenheim de Nueva York (2001), el Centro de Artes Visuales List del Instituto Tecnológico de Massachusetts (2004), el Portikus en Frankfurt am Main (2006) y el Curve en el Barbican Art Gallery de Londres (2007), entre otros. Otras muestras importantes incluyen Caracas: Growing Houses, que presentó como parte de la exposición Architektonika 2 en el Hamburger Bahnhof – museo de arte contemporáneo de Berlín (2012) y The School of the Forest: Miami Campus en el Pérez Art Museum en Miami, Florida (2015); en ambas exposiciones, revisa y recontextualiza temas que exploró en proyectos de investigación anteriores en Caracas y el estado amazónico de Acre, en Brasil).
De 2011 a 2018, Potrč fue profesora en la Escuela Superior  de Bellas Artes de Hamburgo (HFBK), donde enseñó Design for the Living World, una clase participativa. También ha sido profesora visitante en otras instituciones, como el Massachusetts Institute of Technology (2005) y en la IUAV Facultad de Artes y Diseños de Venecia (2008, 2010).
En 2018, Marjetica Potrč fue una de las artistas presentadas en la exposición colectiva Eco-Visionaries en Bildmuseet, Suecia.
En 2021, Potrč participó en la 17.ª Bienal de Arquitectura de Venecia con la obra Future Island in Venice: The Time of Stone, junto al estudio OOZE.
Potrč ha recibido numerosas becas y premios, incluidas dos becas de la Fundación Pollock-Krasner (1993 y 1999); el Premio Hugo Boss en 2000, administrado por el Museo Guggenheim (2000); y la beca del Vera List Center for Arts and Politics en The New School en Nueva York (2007), el Premio de Diseño Curry Stone (2008) y una residencia en el Headlands Center for the Arts, San Francisco (2018).